# Chris McAllister
Christopher J. „Chris“ McAllister (* 16. Juni 1975 in Saskatoon, Saskatchewan) ist ein ehemaliger kanadischer Eishockeyspieler, der im Verlauf seiner aktiven Karriere zwischen 1994 und 2010 unter anderem 310 Spiele für die Vancouver Canucks, Toronto Maple Leafs, Philadelphia Flyers, Colorado Avalanche und New York Rangers in der National Hockey League (NHL) auf der Position des Verteidigers bestritten hat.

## Karriere
McAllister verbrachte den Beginn seiner Juniorenkarriere zwischen 1992 und 1994 zunächst in den unterklassigen Juniorenligen seiner Heimatprovinz Saskatchewan – unter anderem in der Saskatchewan Junior Hockey League (SJHL). Bereits in dieser Zeit absolvierte der Verteidiger einige Partien für die Saskatoon Blades in der Western Hockey League (WHL), für die er mit Beginn der Saison 1994/95 ganz umfänglich auflief. In seiner einzigen kompletten WHL-Spielzeit absolvierte er 75 Partien, in denen ihm zehn Scorerpunkte gelangen. Anschließend wurde McAllister im NHL Entry Draft 1995 in der zweiten Runde an 40. Stelle von den Vancouver Canucks aus der National Hockey League (NHL) ausgewählt.
Die Canucks nahmen den 20-Jährigen daraufhin umgehend unter Vertrag und setzten ihn in seinen ersten beiden Profispielzeiten ausschließlich bei ihrem Farmteam, den Syracuse Crunch, in der American Hockey League (AHL) ein. Erst im Verlauf der Spielzeit 1997/98 gelang dem Abwehrspieler der Sprung in den NHL-Kader Vancouvers, woraufhin er zwischen deren Aufgebot und dem der Crunch pendelte. In der Saison 1998/99 stand er zumeist als überzähliger, siebter Verteidiger in Vancouvers Kader, bestritt aber dennoch 28 Saisonspiele. Im Februar 1999 verließ McAllister das Franchise allerdings nach fast vier Spieljahren, als er im Tausch für Darby Hendrickson an die Toronto Maple Leafs abgegeben wurde. Dort absolvierte der Kanadier bis zum Ende der Millenniumssaison 1999/2000 insgesamt 62 Spiele. Im September 2000 wurde McAllister erneut Teil eines Transfergeschäfts. Er wurde zu den Philadelphia Flyers geschickt, die dafür die Transferrechte an Nachwuchsspieler Regan Kelly an die Toronto Maple Leafs abtraten.
In der Organisation der Philadelphia Flyers kam der Defensivspieler zunächst regelmäßiger in der NHL zum Einsatz, als bei seinen beiden vorherigen Stationen. In der Spielzeit 2000/01 bestritt er 60 Begegnungen für Philadelphia. Seine Einsatzzeiten nahmen in der folgenden Saison jedoch deutlich ab, ehe er in der Saison 2002/03 nur noch sporadisch eingesetzt wurde und zeitweise auch für die Philadelphia Phantoms in der AHL spielte. Im Februar 2003 wurde er schließlich an die Colorado Avalanche abgegeben. Als Kompensation erhielten die Flyers ein Sechstrunden-Wahlrecht im bevorstehenden NHL Entry Draft 2003. Bei der Avalanche fand McAllister jedoch keine sportliche Heimat auf Dauer. Nach lediglich 49 Einsätzen bis zum März 2004 folgte ein abermaliger Transfer, bei dem er gemeinsam mit David Liffiton und einem Zweitrunden-Wahlrecht im NHL Entry Draft 2004 zu den New York Rangers geschickt wurde. Im Gegenzug wechselte Matthew Barnaby zusammen mit einem Drittrunden-Wahlrecht im selben Draft nach Denver. Für New York stand McAllister für den Rest der Saison in zwölf Spielen auf dem Eis, erhielt in der Folge aber kein neues Vertragsangebot.
Bedingt durch den Lockout und dem damit verbundenen Ausfall der kompletten NHL-Saison 2004/05 fand der Free Agent über den Sommer 2004 keinen neuen Arbeitgeber in Nordamerika. Erst im Januar 2005 einigte sich McAllister mit dem englischen Klub Newcastle Vipers aus der zweitklassigen British National League (BNL) auf ein neues Arbeitsverhältnis. Für die Vipers bestritt der Abwehrspieler im restlichen Saisonverlauf insgesamt 26 Spiele, davon zehn in der Zwischenrunde zur Qualifikation für die Playoffs. Im Sommer 2005 war McAllister nach der Einigung zwischen Liga und der Spielergewerkschaft National Hockey League Players’ Association (NHLPA) und dem Abschluss eines neuen Collective Bargaining Agreements (CBA) erneut zum Free Agent geworden. Er wechselte daher im August 2005 in die Organisation der Phoenix Coyotes, spielte aber in der gesamten Spielzeit 2005/06 bei deren Farmteam San Antonio Rampage in der AHL. Es folgten bis zum Sommer 2010 weitere einjährige Engagements bei den Kalamazoo Wings in der United Hockey League (UHL), den Hershey Bears in der AHL, abermals den Newcastle Vipers, die mittlerweile der Elite Ice Hockey League (EIHL) angehörten, und den Wichita Thunder in der Central Hockey League (CHL). Nach der Saison 2009/10 zog sich der 35-Jährige aus dem Profisport zurück und beendete seine Karriere.

## Karrierestatistik
(Legende zur Spielerstatistik: Sp oder GP = absolvierte Spiele; T oder G = erzielte Tore; V oder A = erzielte Assists; Pkt oder Pts = erzielte Scorerpunkte; SM oder PIM = erhaltene Strafminuten; +/− = Plus/Minus-Bilanz; PP = erzielte Überzahltore; SH = erzielte Unterzahltore; GW = erzielte Siegtore; 1 Play-downs/Relegation; Kursiv: Statistik nicht vollständig)